# Google và Wikipedia
Mối quan hệ giữa Google và Wikipedia ban đầu là hợp tác trong những ngày đầu của Wikipedia, khi Google giúp giảm thứ hạng trang của các bản sao Wikipedia không thể chỉnh sửa tràn lan mà chỉ đơn giản là các nông trại quảng cáo. Vào năm 2007, Google đã giới thiệu Knol, một đối thủ cạnh tranh trực tiếp cho việc tạo ra bách khoa toàn thư hướng tới cộng đồng. Sau đó, nó đã hỗ trợ Wikimedia bằng các khoản tài trợ và dựa vào Wikipedia để giải quyết việc lan truyền thông tin sai lệch trên YouTube, cung cấp thông tin có thể xác minh và có nguồn gốc tốt cho những người tìm kiếm nó.

## Lịch sử
Năm 2007, Google giới thiệu Knol, đây là một bách khoa toàn thư với nội dung do người dùng tạo. Nhiều nguồn phương tiện truyền thông lưu ý rằng sản phẩm này giống Wikipedia và gọi nó là đối thủ cạnh tranh với Wikipedia.
Năm 2008, nhiều nguồn tin tức khác nhau cho biết phần lớn lưu lượng truy cập của Wikipedia đến từ các giới thiệu từ tìm kiếm của Google.
Tháng 2 năm 2010, Google đã trao 2.000.000 đô la Mỹ như khoản tài trợ đầu tiên cho Wikimedia Foundation. Người sáng lập Google Sergey Brin nhận xét rằng "Wikipedia là một trong những thành tựu vĩ đại nhất của Internet".
Tháng 3 năm 2018, YouTube thông báo rằng họ sẽ sử dụng thông tin từ Wikipedia để giải quyết việc lưu hành thông tin sai lệch trong các video trong nền tảng của họ.
Sang tháng 1 năm 2019, Google đã quyên góp 3 triệu đô la cho Wikimedia Foundation.

## Sự phụ thuộc của Google vào Wikipedia
Tháng 5 năm 2012, Google đã thêm một dự án tên là Google Knowledge Graph, tạo ra các bảng tri thức cùng với kết quả của công cụ tìm kiếm truyền thống. Sau đó, kết quả từ việc truy vấn biểu đồ tri thức đã bổ sung cho phương thức tìm kiếm dựa trên chuỗi trong việc tạo ra danh sách kết quả tìm kiếm được xếp hạng. Một lượng lớn thông tin trình bày trong các hộp thông tin của bảng tri thức được truy xuất từ Wikipedia, Wikidata và CIA World Factbook.